# 多元宇宙の帝国

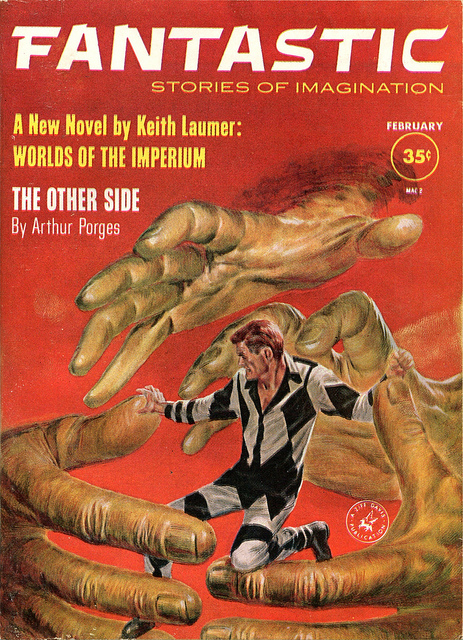
Worlds of the Imperiumは、1961年にFantasticでシリアル化されました。

『多元宇宙の帝国』（たげんうちゅうのていこく、原題：Worlds Of The Imperium）は、アメリカ合衆国の作家キース・ローマーによるSF小説。  もともとは、1961年2月から4月の「想像力の幻想的な物語」に登場したもの。 翌年には、 マリオン・ジマー・ブラッドリーにより、エース・ブックスから「 Ace Double with the Stars from the Stars 」として出版された。   

## あらすじ
ストックホルムの街中を歩いていたブライオン・ベイヤードは、一日中、何者かに尾行されていることに気づいた。追っ手を振り切ろうとして階段を踏み外した彼は、3人の男に囲まれてしまった。1人が取り出したボンベのガスを嗅いで、彼は気絶した。
気がついたのは見知らぬ部屋の中。しかも振動と音がして、動いているようだった。彼を尋問しに現れたのはウインター大尉と名乗る男で、大尉は国際関係と西暦1900年前後の歴史に特に興味を持っていた。大尉は様々な人名や国名を言ってきたがベイヤードが聞いたことのないものが多かった。ここはストックホルムだが、別のストックホルムに座標に沿って移動中だともいう。連れていかれた帝国世界では、リヒトホーフェン、ベイル、ゲーリングと名乗る男たちにも質問された。
ベイヤードがいた世界は、暗い島国3 (BI3 :Blight Insular 3)と呼ばれているらしい。この世界は、暗い島国2 (BI2)からの侵略に悩まされており、それを防ぎたいともいう。BI2の独裁者の写真を見せられた彼は驚いた。それはベイヤードとそっくりだった。名前も、ブライオン・ベイヤード1世である。
帝国側の作戦は、座標移動でBI2の独裁者の官邸にベイヤードを送り込み、独裁者を暗殺して彼に成り代わってもらうことだった。彼は作戦に参加することに決め、BI2世界について講義を受け、官邸の構造を学び、顔を痩せさせるための食事制限をした。準備が整ったベイヤードは武器を持ち、密かに官邸の廊下に送りこまれた。

## 主な登場人物
- ブライオン・ベイヤード - もとアメリカの外交官。帝国の情報局大佐。
- ウインター - 帝国の情報局大尉。ベイヤードを最初に尋問した。
- リヒトホーフェン - 帝国の情報局長官。男爵の爵位を持つ。
- ベイル - 帝国の警視総監。
- ヘルマン・ゲーリング - 帝国でベイヤードの世話をした男。
- バーブロ・ランディン - ベイヤードの帝国世界での恋人。
- ベイヤード１世 - BI2世界の独裁者。顔はベイヤードと瓜二つ。

## 書誌情報
『多元宇宙の帝国』　矢野徹訳　ハヤカワ文庫SF　SF293　1978年5月31日発行

## 続編
この小説の続編は3つある。The Other Side of Time （1965）、 Assignment in Nowhere （1968）、 Zone Yellow （1990）である。   